# Ishwarnagar, Hungund
Ishwarnagar là một làng thuộc tehsil Hungund, huyện Bagalkot, bang Karnataka, Ấn Độ.